# ワイアット・テラー
ワイアット・テラー（Wyatt Teller, 1994年11月21日 - ）は、アメリカ合衆国バージニア州マナサス出身のプロアメリカンフットボール選手。NFLのクリーブランド・ブラウンズに所属している。ポジションはガード。

## 経歴

### カレッジ
バージニア工科大学では2017年シーズンにオールACCファーストチームに選出された。このシーズン終了後、2018年のNFLドラフトにエントリーした。

### バッファロー・ビルズ
ドラフト全体166位でバッファロー・ビルズから指名され、その後ルーキー契約を結んだ。
2018年シーズンは主に控えとしてプレーしたが、シーズン最後の7試合に先発出場した。

### クリーブランド・ブラウンズ
2019年8月29日に、2020年のドラフト4巡目指名権、5巡目指名権とのトレードで、クリーブランド・ブラウンズへ移籍した。
2020年シーズンはオールプロセカンドチームに選出された。
2021年11月9日にブラウンズと4年総額5,680万ドルの契約延長に合意した。
2021年シーズンから2年連続でプロボウルに選出された。
2023年シーズンもチームメイトのジョエル・ビトニオの代理として3年連続のプロボウルに選出された。
2024年シーズンは第3週のニューヨーク・ジャイアンツ戦で膝を負傷し、その後の4試合を欠場した。